# Bataille de Yique
Bataille de Yique (伊阙之战)
La bataille de Yique (伊阙之战), en -293, fut un affrontement remporté par le général invaincu Bai Qi de Qin contre les forces coalisées de Han et de Wei, durant la période des Royaumes combattants.
Wei et Han avaient contracté une alliance pour affronter les forces du Roi Zhaoxiang de Qin, à Yique (aujourd'hui appelé Longmen, cité de Luoyang, province du Henan).
Avec des effectifs deux fois moins importants que ses adversaires, l'armée de Qin, dirigée par le général Bai Qi, prit les forteresses des royaumes ennemis coalisées une à une.
La bataille se conclut par la soumission du général de l'alliance Gongsun Xi (公孙喜) et par la prise de cinq villes appartenant au Han et au Wei, y compris Yique.
Les royaumes vaincus furent forcés de négocier la paix en cédant des parties de leurs territoires.